# Juruena (Mato Grosso)
Juruena est une municipalité brésilienne située dans l'État du Mato Grosso.